# Valorant Challengers 2023: Việt Nam
Valorant Challengers 2023 (VCL): Việt Nam, là một giải đấu khu vực được tổ chức bởi Riot Games cho bộ môn thể thao điện tử Valorant. Giải đấu Challengers khu vực Việt Nam là 1 giải đấu trong chuỗi giải đấu Challengers năm 2023, diễn ra tại Việt Nam. Đây là giải đấu dành cho các đội tuyển đến từ Việt Nam, nhằm tìm kiếm nhà vô địch Giai đoạn 2 nhận suất tham gia thi đấu Giải đấu Thăng hạng (Ascension) của khu vực Thái Bình Dương. VCL Việt Nam mùa giải 2023 được chia thành 2 giai đoạn là Giai đoạn 1 và Giai đoạn 2.
Sau khi vô địch Giai đoạn 2, Fancy United nhận suất tham gia thi đấu Giải đấu Thăng hạng (Ascension) của khu vực Thái Bình Dương năm 2023 với tư cách là đại diện của VCL Việt Nam.

## Giai đoạn 1

### Thể thức
- Vòng bảng:
  - 8 đội tham gia thi đấu theo thể thức vòng tròn 1 lượt tính điểm.
  - 4 đội đứng đầu bảng đủ điều kiện lọt vào vòng loại trực tiếp.
  - Tất cả các trận đấu được thi đấu theo thể thức Bo3.
- Vòng loại trực tiếp:
  - 4 đội tham gia thi đấu theo thể thức nhánh thắng nhánh thua.
  - Tất cả các trận đấu được thi đấu theo thể thức Bo3, ngoại trừ trận chung kết tổng thi đấu theo thể thức Bo5.
  - 6 đội đứng đầu đủ điều kiện tham gia thi đấu Giai đoạn 2.

### Vòng bảng
| VT | Đội           | ST | T | B | Đ  | Giành quyền tham dự                        |
| -- | ------------- | -- | - | - | -- | ------------------------------------------ |
| 1  | Fancy United  | 7  | 7 | 0 | 21 | Lọt vào Vòng loại trực tiếp và Giai đoạn 2 |
| 2  | Tìm Tài Trợ   | 7  | 6 | 1 | 18 | Lọt vào Vòng loại trực tiếp và Giai đoạn 2 |
| 3  | LAZY          | 7  | 5 | 2 | 15 | Lọt vào Vòng loại trực tiếp và Giai đoạn 2 |
| 4  | Team Big BAAM | 7  | 4 | 3 | 12 | Lọt vào Vòng loại trực tiếp và Giai đoạn 2 |
| 5  | TWOKAY        | 7  | 3 | 4 | 9  | Lọt vào Giai đoạn 2                        |
| 6  | Team LOFI     | 7  | 2 | 5 | 6  | Lọt vào Giai đoạn 2                        |
| 7  | Mekong Gaming | 7  | 1 | 6 | 3  | Bị loại                                    |
| 8  | Victory       | 7  | 0 | 7 | 0  | Bị loại                                    |

### Vòng loại trực tiếp
|  |                     |                     |                     |                     |                     |                     |             |             |                       |                       |                       |                       |                       |                       |                      |                      |                      |                      |                |                |                |                |                |                |
|  | Bán kết nhánh thắng | Bán kết nhánh thắng | Bán kết nhánh thắng | Bán kết nhánh thắng | Bán kết nhánh thắng | Bán kết nhánh thắng |             |             | Chung kết nhánh thắng | Chung kết nhánh thắng | Chung kết nhánh thắng | Chung kết nhánh thắng | Chung kết nhánh thắng | Chung kết nhánh thắng |                      |                      | Chung kết tổng       | Chung kết tổng       | Chung kết tổng | Chung kết tổng | Chung kết tổng | Chung kết tổng | Chung kết tổng | Chung kết tổng |
|  | Bán kết nhánh thắng | Bán kết nhánh thắng | Bán kết nhánh thắng | Bán kết nhánh thắng | Bán kết nhánh thắng | Bán kết nhánh thắng |             |             | Chung kết nhánh thắng | Chung kết nhánh thắng | Chung kết nhánh thắng | Chung kết nhánh thắng | Chung kết nhánh thắng | Chung kết nhánh thắng |                      |                      | Chung kết tổng       | Chung kết tổng       | Chung kết tổng | Chung kết tổng | Chung kết tổng | Chung kết tổng | Chung kết tổng | Chung kết tổng |
|  |                     |                     |                     |                     |                     |                     |             |             |                       |                       |                       |                       |                       |                       |                      |                      |                      |                      |                |                |                |                |                |                |
|  |                     |                     |                     |                     |                     |                     |             |             |                       |                       |                       |                       |                       |                       |                      |                      |                      |                      |                |                |                |                |                |                |
|  | Team Big BAAM       | Team Big BAAM       | 10                  | 10                  | -                   | 0                   |             |             |                       |                       |                       |                       |                       |                       |                      |                      |                      |                      |                |                |                |                |                |                |
|  | Team Big BAAM       | Team Big BAAM       | 10                  | 10                  | -                   | 0                   |             |             |                       |                       |                       |                       |                       |                       |                      |                      |                      |                      |                |                |                |                |                |                |
|  | Fancy United        | Fancy United        | 13                  | 13                  | -                   | 2                   |             |             |                       |                       |                       |                       |                       |                       |                      |                      |                      |                      |                |                |                |                |                |                |
|  | Fancy United        | Fancy United        | 13                  | 13                  | -                   | 2                   |             |             | Fancy United          | Fancy United          | 13                    | 13                    | -                     | 2                     |                      |                      |                      |                      |                |                |                |                |                |                |
|  |                     |                     |                     |                     |                     |                     |             |             | Fancy United          | Fancy United          | 13                    | 13                    | -                     | 2                     |                      |                      |                      |                      |                |                |                |                |                |                |
|  |                     |                     | Tìm Tài Trợ         | Tìm Tài Trợ         | 7                   | 6                   | -           | 0           |                       |                       |                       |                       |                       |                       |                      |                      |                      |                      |                |                |                |                |                |                |
|  | LAZY                | LAZY                | Tìm Tài Trợ         | Tìm Tài Trợ         | 7                   | 6                   | -           | 0           | 13                    | 5                     | 10                    | 1                     |                       |                       |                      |                      |                      |                      |                |                |                |                |                |                |
|  | LAZY                | LAZY                |                     |                     |                     |                     |             |             |                       |                       | 10                    | 1                     |                       |                       |                      |                      |                      |                      |                |                |                |                |                |                |
|  | Tìm Tài Trợ         | Tìm Tài Trợ         | 6                   | 13                  | 13                  | 2                   |             |             |                       |                       |                       |                       |                       |                       |                      |                      |                      |                      |                |                |                |                |                |                |
|  | Tìm Tài Trợ         | Tìm Tài Trợ         | 6                   | 13                  | 13                  | 2                   |             |             | Fancy United          | Fancy United          | 13                    | 13                    | 10                    | 13                    | -                    | 3                    |                      |                      |                |                |                |                |                |                |
|  |                     |                     |                     |                     |                     |                     |             |             |                       |                       |                       |                       |                       |                       | -                    | 3                    |                      |                      |                |                |                |                |                |                |
|  |                     |                     | Team Big BAAM       | Team Big BAAM       | 10                  | 2                   | 13          | 6           | -                     | 1                     |                       |                       |                       |                       |                      |                      |                      |                      |                |                |                |                |                |                |
|  | Bán kết nhánh thua  | Bán kết nhánh thua  | Bán kết nhánh thua  | Bán kết nhánh thua  | Bán kết nhánh thua  | Bán kết nhánh thua  | 13          | 6           | -                     | 1                     |                       |                       | Chung kết nhánh thua  | Chung kết nhánh thua  | Chung kết nhánh thua | Chung kết nhánh thua | Chung kết nhánh thua | Chung kết nhánh thua |                |                |                |                |                |                |
|  | Bán kết nhánh thua  | Bán kết nhánh thua  | Bán kết nhánh thua  | Bán kết nhánh thua  | Bán kết nhánh thua  | Bán kết nhánh thua  |             |             |                       |                       |                       |                       |                       |                       | Chung kết nhánh thua | Chung kết nhánh thua | Chung kết nhánh thua | Chung kết nhánh thua |                |                |                |                |                |                |
|  |                     |                     |                     |                     |                     |                     |             |             |                       |                       |                       |                       |                       |                       |                      |                      |                      |                      |                |                |                |                |                |                |
|  |                     |                     |                     |                     |                     |                     |             |             |                       |                       |                       |                       |                       |                       |                      |                      |                      |                      |                |                |                |                |                |                |
|  | Team Big BAAM       | Team Big BAAM       | 13                  | 13                  | -                   | 2                   | Tìm Tài Trợ | Tìm Tài Trợ | 9                     | 8                     | -                     | 0                     |                       |                       |                      |                      |                      |                      |                |                |                |                |                |                |
|  | Team Big BAAM       | Team Big BAAM       | 13                  | 13                  | -                   | 2                   | Tìm Tài Trợ | Tìm Tài Trợ | 9                     | 8                     | -                     | 0                     |                       |                       |                      |                      |                      |                      |                |                |                |                |                |                |
|  | LAZY                | LAZY                | 6                   | 7                   | -                   | 0                   |             |             | Team Big BAAM         | Team Big BAAM         | 13                    | 13                    | -                     | 2                     |                      |                      |                      |                      |                |                |                |                |                |                |
|  | LAZY                | LAZY                | 6                   | 7                   | -                   | 0                   |             |             | Team Big BAAM         | Team Big BAAM         | 13                    | 13                    | -                     | 2                     |                      |                      |                      |                      |                |                |                |                |                |                |

Nguồn: Valorant Esports

## Giai đoạn 2

### Thể thức
- Vòng bảng:
  - 8 đội tham gia thi đấu theo thể thức vòng tròn 1 lượt tính điểm.
  - 4 đội đứng đầu bảng đủ điều kiện lọt vào vòng loại trực tiếp.
  - Tất cả các trận đấu được thi đấu theo thể thức Bo3.
- Vòng loại trực tiếp:
  - 4 đội tham gia thi đấu theo thể thức nhánh thắng nhánh thua.
  - Tất cả các trận đấu được thi đấu theo thể thức Bo3, ngoại trừ trận chung kết tổng thi đấu theo thể thức Bo5.
  - Đội đứng đầu đủ điều kiện tham gia thi đấu Giải đấu Thăng hạng của khu vực Thái Bình Dương.

### Vòng bảng
| VT | Đội           | ST | T | B | Đ  | Giành quyền tham dự         |
| -- | ------------- | -- | - | - | -- | --------------------------- |
| 1  | Tìm Tài Trợ   | 7  | 7 | 0 | 21 | Lọt vào Vòng loại trực tiếp |
| 2  | Fancy United  | 7  | 6 | 1 | 18 | Lọt vào Vòng loại trực tiếp |
| 3  | Team Big BAAM | 7  | 4 | 3 | 12 | Lọt vào Vòng loại trực tiếp |
| 4  | LAZY          | 7  | 4 | 3 | 12 | Lọt vào Vòng loại trực tiếp |
| 5  | SYKO          | 7  | 3 | 4 | 9  | Bị loại                     |
| 6  | Team LOFI     | 7  | 2 | 5 | 6  | Bị loại                     |
| 7  | Team Mad Men  | 7  | 1 | 6 | 3  | Bị loại                     |
| 8  | TWOKAY        | 7  | 1 | 6 | 3  | Bị loại                     |

### Vòng loại trực tiếp
|  |                     |                     |                     |                     |                     |                     |      |      |                       |                       |                       |                       |                       |                       |                      |                      |                      |                      |                |                |                |                |                |                |
|  | Bán kết nhánh thắng | Bán kết nhánh thắng | Bán kết nhánh thắng | Bán kết nhánh thắng | Bán kết nhánh thắng | Bán kết nhánh thắng |      |      | Chung kết nhánh thắng | Chung kết nhánh thắng | Chung kết nhánh thắng | Chung kết nhánh thắng | Chung kết nhánh thắng | Chung kết nhánh thắng |                      |                      | Chung kết tổng       | Chung kết tổng       | Chung kết tổng | Chung kết tổng | Chung kết tổng | Chung kết tổng | Chung kết tổng | Chung kết tổng |
|  | Bán kết nhánh thắng | Bán kết nhánh thắng | Bán kết nhánh thắng | Bán kết nhánh thắng | Bán kết nhánh thắng | Bán kết nhánh thắng |      |      | Chung kết nhánh thắng | Chung kết nhánh thắng | Chung kết nhánh thắng | Chung kết nhánh thắng | Chung kết nhánh thắng | Chung kết nhánh thắng |                      |                      | Chung kết tổng       | Chung kết tổng       | Chung kết tổng | Chung kết tổng | Chung kết tổng | Chung kết tổng | Chung kết tổng | Chung kết tổng |
|  |                     |                     |                     |                     |                     |                     |      |      |                       |                       |                       |                       |                       |                       |                      |                      |                      |                      |                |                |                |                |                |                |
|  |                     |                     |                     |                     |                     |                     |      |      |                       |                       |                       |                       |                       |                       |                      |                      |                      |                      |                |                |                |                |                |                |
|  | Tìm Tài Trợ         | Tìm Tài Trợ         | 13                  | 11                  | 3                   | 1                   |      |      |                       |                       |                       |                       |                       |                       |                      |                      |                      |                      |                |                |                |                |                |                |
|  | Tìm Tài Trợ         | Tìm Tài Trợ         | 13                  | 11                  | 3                   | 1                   |      |      |                       |                       |                       |                       |                       |                       |                      |                      |                      |                      |                |                |                |                |                |                |
|  | LAZY                | LAZY                | 5                   | 13                  | 13                  | 2                   |      |      |                       |                       |                       |                       |                       |                       |                      |                      |                      |                      |                |                |                |                |                |                |
|  | LAZY                | LAZY                | 5                   | 13                  | 13                  | 2                   |      |      | LAYZ                  | LAYZ                  | 3                     | 6                     | -                     | 0                     |                      |                      |                      |                      |                |                |                |                |                |                |
|  |                     |                     |                     |                     |                     |                     |      |      | LAYZ                  | LAYZ                  | 3                     | 6                     | -                     | 0                     |                      |                      |                      |                      |                |                |                |                |                |                |
|  |                     |                     | Fancy United        | Fancy United        | 13                  | 13                  | -    | 2    |                       |                       |                       |                       |                       |                       |                      |                      |                      |                      |                |                |                |                |                |                |
|  | Fancy United        | Fancy United        | Fancy United        | Fancy United        | 13                  | 13                  | -    | 2    | 13                    | 13                    | -                     | 2                     |                       |                       |                      |                      |                      |                      |                |                |                |                |                |                |
|  | Fancy United        | Fancy United        |                     |                     |                     |                     |      |      |                       |                       | -                     | 2                     |                       |                       |                      |                      |                      |                      |                |                |                |                |                |                |
|  | Team Big BAAM       | Team Big BAAM       | 10                  | 10                  | -                   | 0                   |      |      |                       |                       |                       |                       |                       |                       |                      |                      |                      |                      |                |                |                |                |                |                |
|  | Team Big BAAM       | Team Big BAAM       | 10                  | 10                  | -                   | 0                   |      |      | Fancy United          | Fancy United          | 14                    | 13                    | 11                    | 7                     | 13                   | 3                    |                      |                      |                |                |                |                |                |                |
|  |                     |                     |                     |                     |                     |                     |      |      |                       |                       |                       |                       |                       |                       | 13                   | 3                    |                      |                      |                |                |                |                |                |                |
|  |                     |                     | LAZY                | LAZY                | 12                  | 3                   | 13   | 13   | 3                     | 2                     |                       |                       |                       |                       |                      |                      |                      |                      |                |                |                |                |                |                |
|  | Bán kết nhánh thua  | Bán kết nhánh thua  | Bán kết nhánh thua  | Bán kết nhánh thua  | Bán kết nhánh thua  | Bán kết nhánh thua  | 13   | 13   | 3                     | 2                     |                       |                       | Chung kết nhánh thua  | Chung kết nhánh thua  | Chung kết nhánh thua | Chung kết nhánh thua | Chung kết nhánh thua | Chung kết nhánh thua |                |                |                |                |                |                |
|  | Bán kết nhánh thua  | Bán kết nhánh thua  | Bán kết nhánh thua  | Bán kết nhánh thua  | Bán kết nhánh thua  | Bán kết nhánh thua  |      |      |                       |                       |                       |                       |                       |                       | Chung kết nhánh thua | Chung kết nhánh thua | Chung kết nhánh thua | Chung kết nhánh thua |                |                |                |                |                |                |
|  |                     |                     |                     |                     |                     |                     |      |      |                       |                       |                       |                       |                       |                       |                      |                      |                      |                      |                |                |                |                |                |                |
|  |                     |                     |                     |                     |                     |                     |      |      |                       |                       |                       |                       |                       |                       |                      |                      |                      |                      |                |                |                |                |                |                |
|  | Tìm Tài Trợ         | Tìm Tài Trợ         | 7                   | 13                  | 13                  | 2                   | LAZY | LAZY | 10                    | 13                    | 13                    | 2                     |                       |                       |                      |                      |                      |                      |                |                |                |                |                |                |
|  | Tìm Tài Trợ         | Tìm Tài Trợ         | 7                   | 13                  | 13                  | 2                   | LAZY | LAZY | 10                    | 13                    | 13                    | 2                     |                       |                       |                      |                      |                      |                      |                |                |                |                |                |                |
|  | Team Big BAAM       | Team Big BAAM       | 13                  | 10                  | 10                  | 1                   |      |      | Tìm Tài Trợ           | Tìm Tài Trợ           | 13                    | 8                     | 9                     | 0                     |                      |                      |                      |                      |                |                |                |                |                |                |
|  | Team Big BAAM       | Team Big BAAM       | 13                  | 10                  | 10                  | 1                   |      |      | Tìm Tài Trợ           | Tìm Tài Trợ           | 13                    | 8                     | 9                     | 0                     |                      |                      |                      |                      |                |                |                |                |                |                |

Nguồn: Valorant Esports